# トゥリー・ログ
トゥリー・ログ（Турий Рог）はロシア連邦沿海地方ハンカ地区にある町（村落）。2010年国勢調査による人口は472人。清朝時代の名称は快当別であった。